# Delias eumolpe
Delias eumolpe é uma borboleta da família Pieridae. Foi descrita por Henley Grose-Smith em 1889. É encontrada no reino Indomalaio. É endémica em Bornéu.
A envergadura é de cerca de 74-88 mm para os machose 80-94 mm para as fêmeas. Os adultos podem ser distinguidos pelas manchas submarginais vermelhas no verso das patas traseiras.

## Subespécies
- Delias eumolpe eumolpe (norte de Bornéu)
- Delias eumolpe masaea e Yagishita, 1993 (Monte Saran; Kalimantan Ocidental)